# Tombes d'Astana
Les tombes d'Astana (chinois simplifié : 阿斯塔那古墓群 ; pinyin : āsītǎnà gǔmùqún) sont un site funéraire situé sur le site archéologique de Gaochang dans la province de Xinjiang en Chine. Le site a été utilisé de 200 à 800 ap. J-C. De par le climat aride de la région, de nombreux corps enterrés dans le site ont subi un processus de momification.

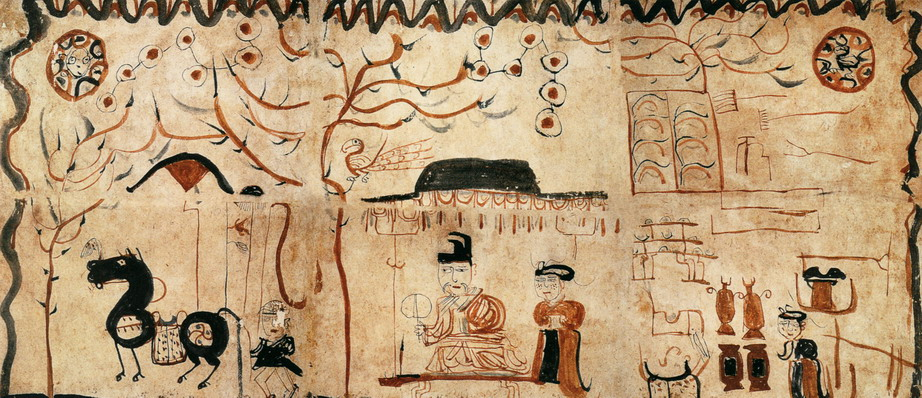
Peinture trouvée dans une tombe, représentant la vie sous la dynastie Jin orientale (317–420)